# 上野スカイブリッジ
上野スカイブリッジ（うえのスカイブリッジ）は、群馬県多野郡上野村にあるリゾートスポット「天空回廊」内に位置する橋。平成10年4月に深山をまたぐ全長225m最大地上高90mの壮大なスケールの歩行者専用の巨大吊橋として完成し、不二洞のある川和自然公園とまほーばの森を結んでいる。

## イベント
- 4月～11月

10:30～15:30の間、30分おきに10分間シャボン玉が舞う風景がみられる。7月末～8月は毎日、それ以外は土・日・祝日で、天候の悪い日は中止する。

## 所在地
- 〒370-1614　群馬県多野郡上野村川和665